# Cluso
Cluso è un eroe della mitologia etrusca.
Secondo una prima leggenda narrata dallo storico latino Servio, è stato il fondatore della città di Chiusi. Cluso sarebbe il figlio del principe lidio Tirreno. Tirreno fu esiliato dal padre secondo un'estrazione a sorte, a causa di una pesante carestia. Il principe Tirreno con suo figlio Cluso guidarono il popolo verso una migrazione che sarebbe all'origine della nazione etrusca, secondo Erodoto. Secondo una seconda leggenda sempre narrata dallo storico Servio in realtà Cluso sarebbe il figlio di Telemaco a sua volta figlio di Ulisse.